# Zvonimir Soldo
Zvonimir Soldo (Zagreb, 2 november 1967) is een voormalig profvoetballer uit Kroatië die gedurende zijn carrière speelde als defensieve middenvelder. Hij beëindigde zijn actieve loopbaan in 2006 en was nadien werkzaam als voetbalcoach, onder meer als hoofdtrainer van 1. FC Köln.

## Clubcarrière
Soldo begon zijn carrière bij Dinamo Zagreb en speelde vervolgens voor NK Zadar, Inter Zaprešić, opnieuw Dinamo Zagreb en VfB Stuttgart. Hij diende die laatste club maar liefst tien jaar op rij en speelde met Stuttgart in 1998 de finale Europacup II tegen Chelsea (0–1). Hij speelde zijn laatste competitiewedstrijd op 6 mei 2006.

## Interlandcarrière
Soldo kwam 61 keer uit voor het Kroatisch nationaal elftal in de periode 1994–2002, en scoorde driemaal voor zijn vaderland. Onder leiding van bondscoach Miroslav Blažević maakte hij zijn debuut voor de nationale ploeg op 20 april 1994 in het vriendschappelijke duel in Bratislava tegen Slowakije (4–1). Hij viel in die wedstrijd na 45 minuten in voor Slavko Ištvanić. Soldo nam met zijn vaderland deel aan het EK voetbal 1996 in Engeland en het WK voetbal 1998 in Frankrijk, waar de Kroaten uiteindelijk als derde eindigden. Vier jaar later, bij de WK-eindronde, was hij eveneens van de partij. Daar speelde hij zijn 61ste en laatste interland, op 8 juni tegen Italië (2–1) in Kashima, waar hij na 62 minuten plaats moest maken voor Jurica Vranješ.

## Erelijst
Inter Zaprešić
- Beker van Kroatië

1992
 Dinamo Zagreb
- Kampioen van Kroatië

1996
- Beker van Kroatië

1996